# Samsung Galaxy Player

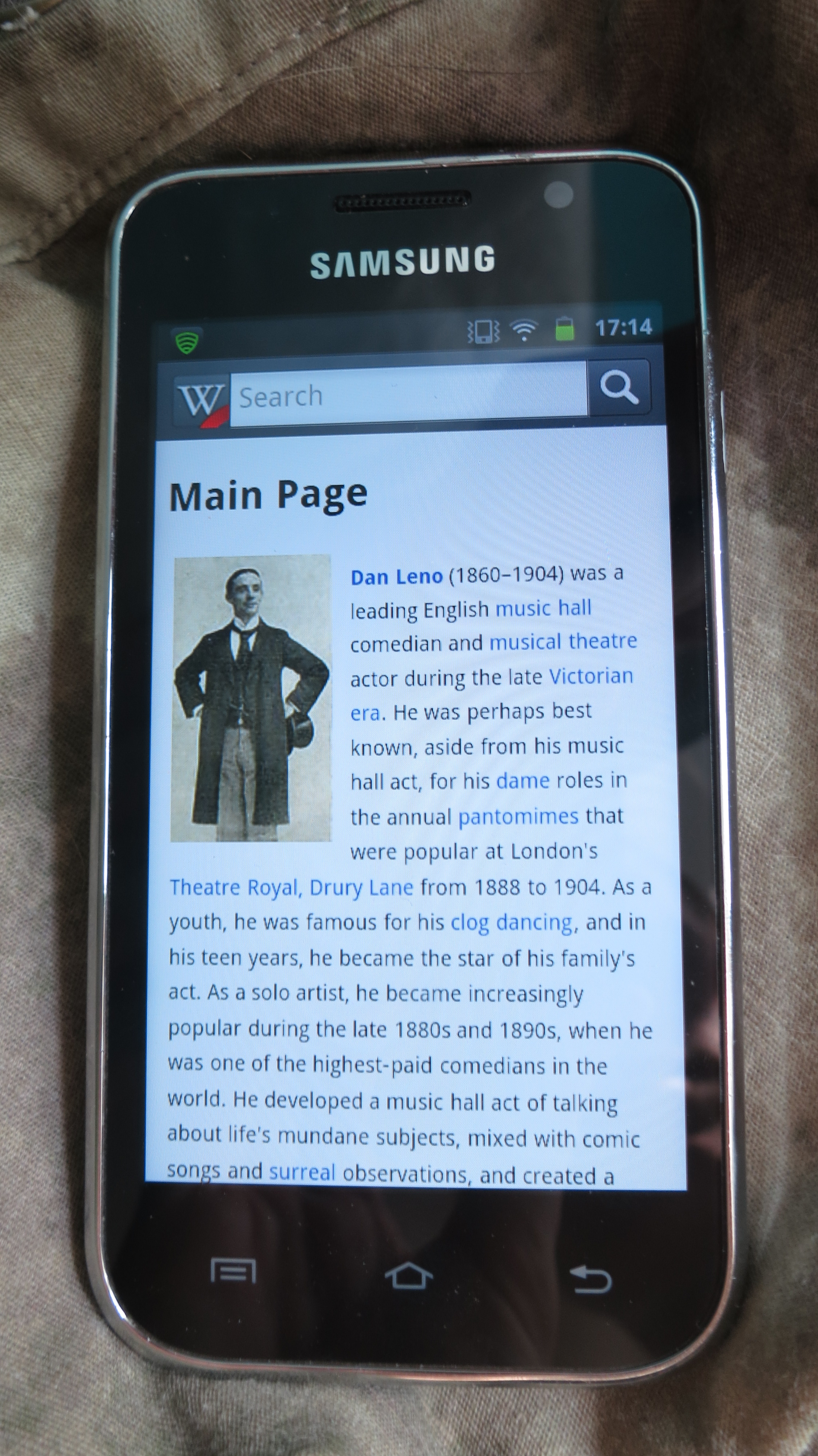
Galaxy Player 4.0

De Samsung Galaxy S WiFi of Samsung Galaxy Player is een serie van multimedia-apparaten geproduceerd door het Zuid-Koreaanse conglomeraat Samsung. De Galaxy Player is een mp3-speler, draagbare spelcomputer en doet bijna alles wat een normale smartphone ook kan, het mist alleen belfuncties en 3G-capatabiliteit.
Er zijn vijf verschillende modellen: de Samsung Galaxy Player 3.6, de Samsung Galaxy Player 4.0, de Samsung Galaxy Player 4.2, de Samsung Galaxy Player 5.0 en de Samsung Galaxy Player 5.8. Waar de 3.6, 4.0 en 5.0 qua uiterlijk nog op de Samsung Galaxy S gebaseerd waren, is de 4.2 gebaseerd op de Samsung Galaxy S II en de 5.8 op de Samsung Galaxy S III. De 5.0 en de 5.8 kunnen tevens nog tot de categorie van de phablets gerekend worden.
| Kenmerk           | WiFi 3.6                       | WiFi 4.0                        | WiFi 4.2                       | WiFi 5.0                        | WiFi 5.8                       |
| ----------------- | ------------------------------ | ------------------------------- | ------------------------------ | ------------------------------- | ------------------------------ |
| Besturingssysteem | Android 2.3.6                  | Android 2.2 (update naar 2.3.5) | Android 2.3.6                  | Android 2.2 (update naar 2.3.5) | Android 4.0                    |
| Processor         | 1 GHz, single core             | 1 GHz, single core              | 1 GHz, single core             | 1 GHz, single core              | 1 GHz, dual core               |
| Werkgeheugen      | 512 MB RAM                     | 512 MB RAM                      | 512 MB RAM                     | 1 GB RAM                        | 1 GB RAM                       |
| Opslaggeheugen    | 8 GB                           | 8/16 GB                         | 8/16 GB                        | 8/16 GB                         | 16/32 GB                       |
| Schermdiagonaal   | 9,3 cm                         | 10,2 cm                         | 10,7 cm                        | 12,7 cm                         | 14,7 cm                        |
| Schermresolutie   | 320 x 480 px, 158 ppi          | 480 x 800 px, 233 ppi           | 480 x 800 px, 222 ppi          | 480 x 800 px, 187 ppi           | 540 x 960 px, 190 ppi          |
| Gewicht           | 141 gram                       | 141 gram                        | 117 gram                       | 182 gram                        | 212 gram                       |
| Afmetingen        | 115,9 x 62,4 x 9,65 mm         | 123,7 x 64,2 x 9,9 mm           | 124,1 x 66,1 x 8,9 mm          | 141,3 x 78,2 x 11,9 mm          | 165,8 x 85,9 x 10,8 mm         |
| Batterij          | 1500 mAh                       | 1200 mAh                        | 1500 mAh                       | 2500 mAh                        | 2500 mAh                       |
| Camera            | 2,0 MP (achter), 0,3 MP (voor) | 3,2 MP (achter), 0,3 MP (voor)  | 2,0 MP (achter), 0,3 MP (voor) | 3,2 MP (achter), 0,3 MP (voor)  | 3,2 MP (achter), 0,3 MP (voor) |